# Dober dan (skladba)
»Dober dan« je skladba skupine Bazar iz leta 1985, leto kasneje pa so jo izdali tudi na albumu. Avtor glasbe je Danilo Kocjančič, besedilo pa je napisal Drago Mislej - Mef. 

## MMS 1985
Skladba se je prvič predstavila na Melodijah morja in sonca '85, z nastopom v portoroškem Avditoriju. Skladba je tudi zmagala na tem festivalu po mnenju občinstva, prejela pa je tudi nagrado za najboljše besedilo.

## Snemanje
Snemanje je potekalo v studiu Tivoli. Skladba je 5. aprila 1986 izšla na njihovem debitanskem studijskem albumu Bazar pri ZKP RTV Ljubljana na kaseti in vinilki, leta 1998 pa še na Kompilacija 84-92.

## Zasedba

### Produkcija
- Danilo Kocjančič – glasba
- Drago Mislej – besedilo
- Bazar – aranžma
- Tadej Hrušovar – producent
- Aco Razbornik – tonski snemalec
- Jurij Toni – tonski snemalec

### Studijska izvedba
- Slavko Ivančić – solo vokal
- Danilo Kocjančič – bas kitara, vokal
- Dušan Vran – bobni, vokal
- Zdenko Cotič – kitara, vokal
- Marino Legovič – klaviature, vokal